# Aneilema plagiocapsa
Aneilema plagiocapsa är en himmelsblomsväxtart som beskrevs av Karl Moritz Schumann. Aneilema plagiocapsa ingår i släktet Aneilema och familjen himmelsblomsväxter. Inga underarter finns listade.